# Nezahualcoyotl

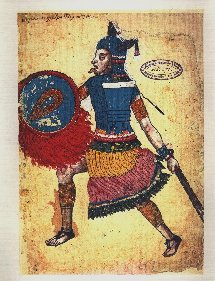
Nezahuatlcoyotl

Nezahualcoyotl (Texcoco, 28 april 1402 - aldaar, 4 juni 1472) was koning van Acolhuacan, een deelstaat van het Azteekse Rijk in het huidige Mexico. Bovendien was hij dichter en filosoof.
Onder zijn bestuur bloeide de hoofdstad Texcoco op. Het werd de belangrijkste stad, op Tenochtitlan na, binnen het Azteekse rijk. Nezahualcoyotl was een bekende dichter, filosoof en kunstliefhebber. Hij was ook vaardig in technische zaken. Er werd van hem gezegd dat hij persoonlijk de dijk door het Texcocomeer heeft ontworpen. Hij liet bovendien een botanische en dierentuin aanleggen. Hij liet de wetten van Texcoco opschrijven en bewaren in een bibliotheek, de eerste in Amerika. De Spaanse veroveraars zouden Texcoco later "het Athene van het westelijk halfrond" noemen.
Nezahualcoyotl was de zoon van koning Ixtlilxochitl I en zijn vrouw Matlalcihuatzin, een dochter van de Azteekse keizer Huitzilihuitl. Nezahualcoyotl was er vanuit een boom getuige van hoe zijn vader in 1418 of 1419 door koning Tezozomoc van Atzcapotzalco werd vermoord. Nezahualcoyotl werd gevangengenomen. Met behulp van een vriend van zijn vader wist hij te overleven. Deze verkleedde zich als Nezahualcoyotl zodat de soldaten van Tezozomoc hem doodden, in de veronderstelling dat ze Nezahualcoyotl te pakken hadden.
De echte Nezahualcoyotl wist te ontvluchten naar Tenochtitlan en hij zwoer de dood van zijn vader te wreken. Tezozomoc overleed in 1426 en werd opgevolgd door zijn zoon Maxtla. Maxtla nodigde Nezahualcoyotl uit in zijn paleis om hem te vermoorden. Nezahualcoyotl ontdekte dat tijdig en wist te ontsnappen. Maxtla zette een prijs op zijn hoofd. De volgende jaren zwierf Nezahualcoyotl door de bergen. Nezahualcoyotl werd echter nog steeds gesteund door zijn bevolking. Samen met andere edelen die genoeg hadden van Maxtla's tirannieke bewind drongen ze zijn paleis binnen, sleurden hem uit bad en offerden hem. Nezahualcoyotl werd op de troon gezet. Sindsdien wordt Nezahuatlcoyotl in Mexico beschouwd als symbool van verzet tegen onderdrukking en tirannie.
Hij was een aanhanger van de monotheïstische religie omtrent de godheid Tloque Nahuaque, terwijl het grootste deel van zijn bevolking aanhanger was van de polytheïstische Azteekse religie. Om zijn onderdanen niet te kwetsen besteedde Nezahualcoyotl ook aandacht aan de reguliere Azteekse goden.
Nezahualcoyotl probeerde de zelfstandigheid van Texcoco ten opzichte van de Azteken uit Mexico-Tenochtitlan te bewaren. Hij voerde een politiek die haast pacifistisch is te noemen. Hij verwierp de Azteekse oorlogszuchtigheid en was fervent tegenstander van de bloemenoorlogen.
Er zijn ongeveer 30 gedichten van Nezahualcoyotl bewaard gebleven. Een bekend gedicht dat begint met: "de hele aarde is een graf, en niets kan eraan ontsnappen" wordt ten onrechte aan hem toegeschreven. De ideeën en taal in dat gedicht komen niet met zijn ideeën overeen.
Nezahualcoyotl stierf in 1472 op 70-jarige leeftijd. Hij liet 110 kinderen na, van talloze vrouwen en bijvrouwen. Hij werd opgevolgd door zijn zoon Nezahualpilli.
Hij is afgebeeld op het bankbiljet van honderd Mexicaanse peso en de stad Ciudad Nezahualcóyotl is naar hem genoemd.
- Bibsys: 90842399
- Biblioteca Nacional de España: XX1047899
- Bibliothèque nationale de France: cb120570601 (data)
- Catàleg d'autoritats de noms i títols de Catalunya: 981058617174006706
- Digitale Bibliotheek voor de Nederlandse Letteren: neza001
- Gemeinsame Normdatei: 118835181
- International Standard Name Identifier: 0000 0001 1557 4427
- Library of Congress Control Number: n80149123
- Nationale Bibliotheek van Tsjechië: jn19990210458
- Nationale bibliotheek van Australië: 35693997
- Nationale Bibliotheek van Israël: 987007265931005171
- Nationale en Universitaire bibliotheek Zagreb: 000151959
- Nederlandse Thesaurus van Auteursnamen: 070848475
- Réseau des bibliothèques de Suisse occidentale: 02-A012516269
- Istituto Centrale per il Catalogo Unico: IEIV090950
- Système universitaire de documentation: 028811909
- Trove: 1045694
- Virtual International Authority File: 98086423
- WorldCat: E39PBJrCf7w6RVqthw9Yt3t9Xd